# Crella albula
Crella albula är en svampdjursart som först beskrevs av James Scott Bowerbank 1866.  Crella albula ingår i släktet Crella och familjen Crellidae. Inga underarter finns listade i Catalogue of Life.